# Kościół Matki Bożej Różańcowej w Brzezinie
Kościół Matki Bożej Różańcowej – zabytkowy rzymskokatolicki kościół parafialny w Brzezinie, w gminie Miękinia.

## Historia kościoła
Kościół wzmiankowany w 1353 roku, obecny zbudowany w XV wieku, w 1707 dobudowana nawa, restaurowany na przełomie XIX i XX wieku, 1971–1975 oraz 1998–2000. W dniu 18 października 2010 kościół został po remoncie kapitalnym poświęcony przez kard. Henryka Gulbinowicza.

## Wyposażenie
Wyposażenie kościoła jest głównie barokowe i renesansowe.
- gotycki tryptyk ze szkoły Wita Stwosza z rzeźbą Madonny z Dzieciątkiem w centrum i figurami świętych na skrzydłach (1480)
- renesansowa ambona
- renesansowa balustrada
- renesansowe empory
- renesansowe stalle
- siedem renesansowych płyt epitafijnych wmurowanych w ściany kościoła, z herbami szlacheckimi, w tym:
  - Anny Khurnin (zm. 1540)
  - Georga Haunold (zm. 1558)
    - ojcowskie (L) von: Haunold
    - matczyne (P) von: Czettritz

  - Wolfa von Haunolt (zm. 1572)
    - ojcowskie (L) von: Haunolt, Ungeraten

  - Evy von Czettritz (zm. 1574)
    - ojcowskie (L) von: Czettritz, Reibnitz
    - matczyne (P) von: Dohna, Bischofswerdt

  - Elisabeth Busowys (zm. 1589)
    - ojcowskie (L) von: Hochberg, Kottwitz
    - matczyne (P) von: Czettritz, Haunolt

  - Evy Haunoldin (zm. 1592)
    - ojcowskie (L) von: Haunolt, Czettritz
    - matczyne (P) von: X, Hochberg

  - Wolfa Christopha von Schlichtig (zm. 1619)[6]
    - ojcowskie (L) von: Schlichtig, Rothkirch,
    - matczyne (P) von: Haunoldt

  - Johannes (zm. 1589)
    - ojcowskie (L) von: Haunolt, Czettritz
    - matczyne (P) von: X, Hochberg

Wolf Christoph von Schlichtig (+1619).
Schlichtig, Rothkirch,
Haunoldt
- barokowy ołtarz główny (koniec XVIII w.)
- barokowa rzeźba św. Jana Nepomucena
- barokowa rzeźba Zmartwychwstałego Chrystusa
- barokowe obrazy.

## Architektura
Kościół gotycki, orientowany, murowany, jednonawowy z prezbiterium z XV wieku, nawą o konstrukcji szkieletowej i jedną wieżą od strony zachodniej z 1707 roku.

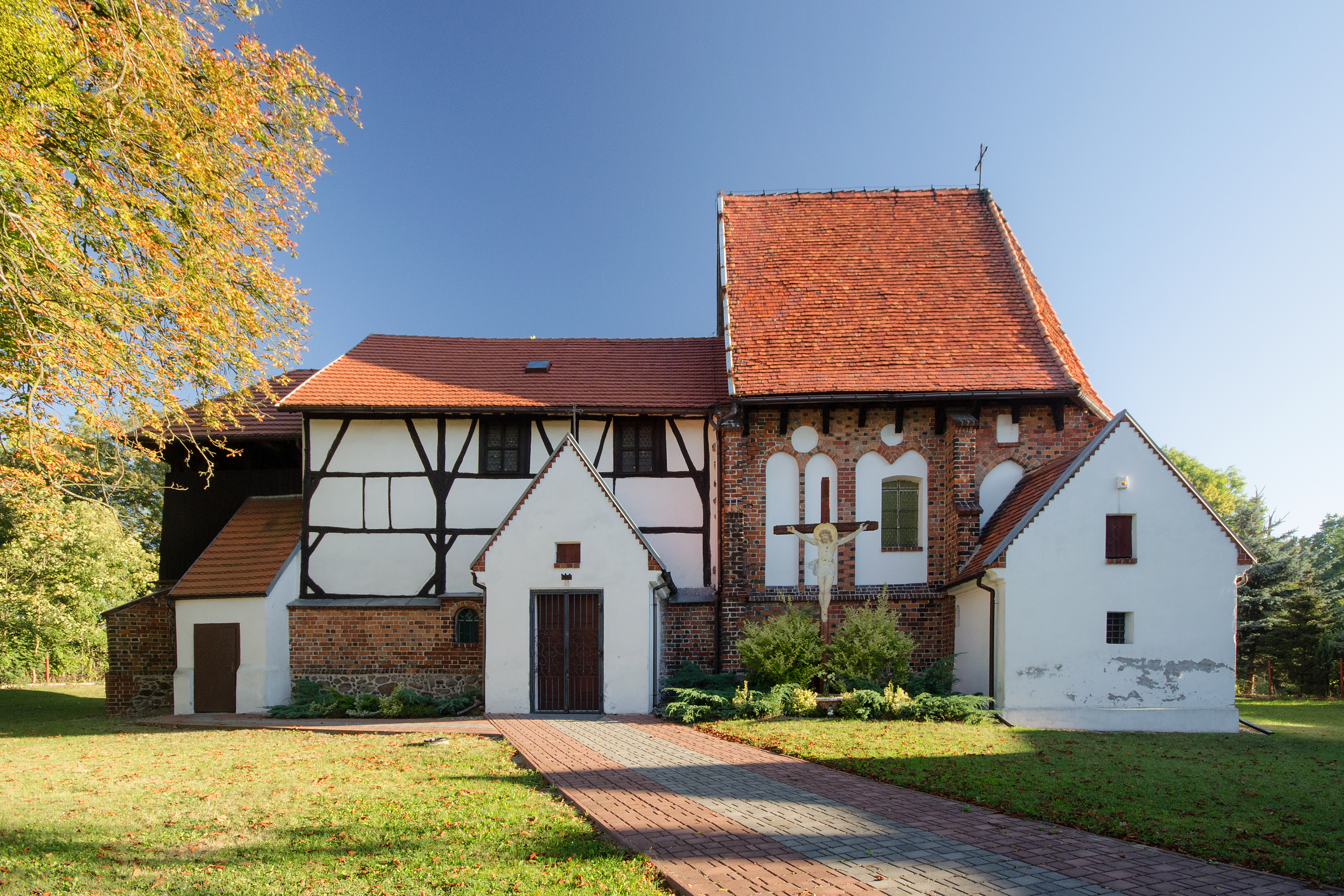
Kościół NMP Różańcowej w Brzezinie
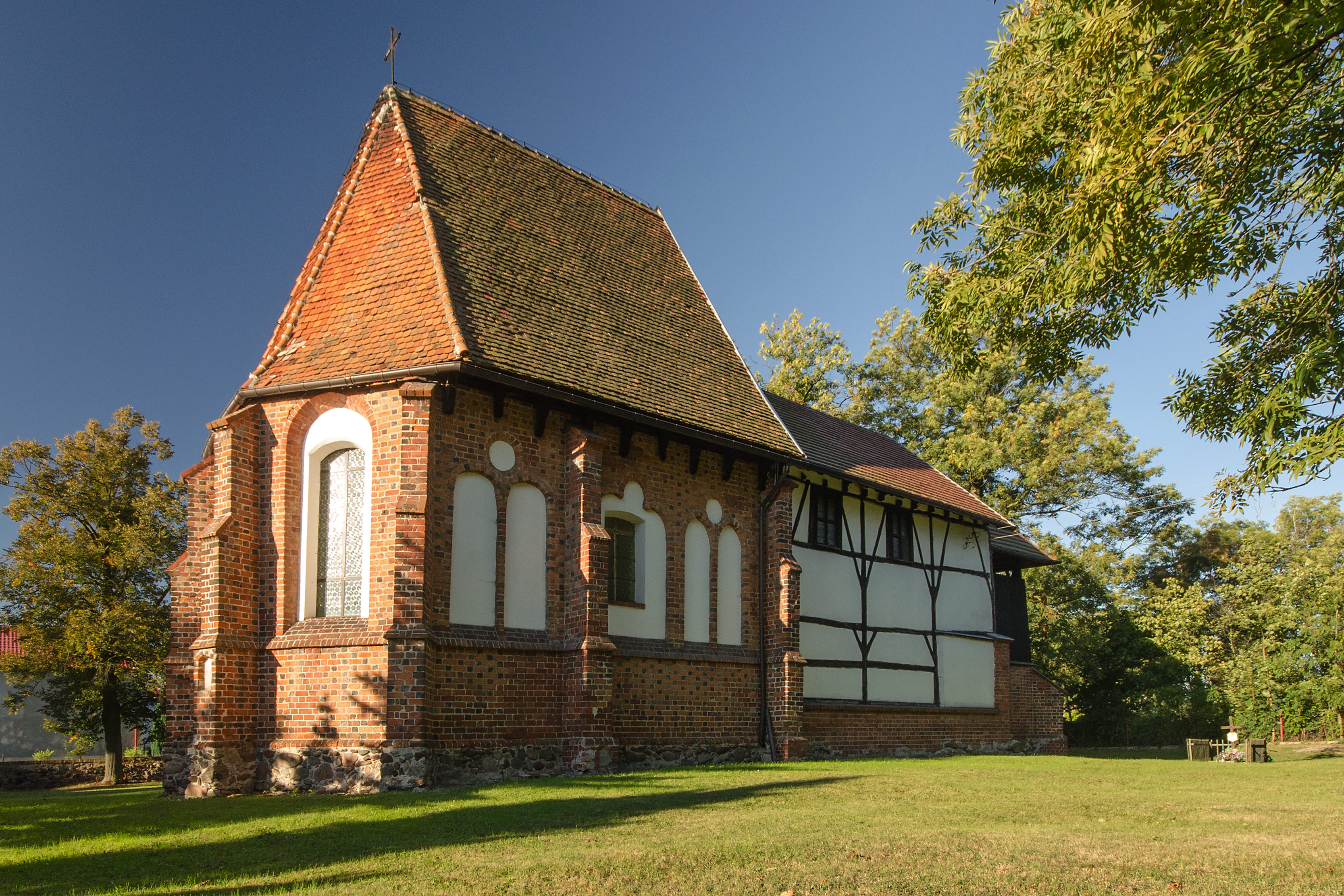
Kościół NMP Różańcowej w Brzezinie
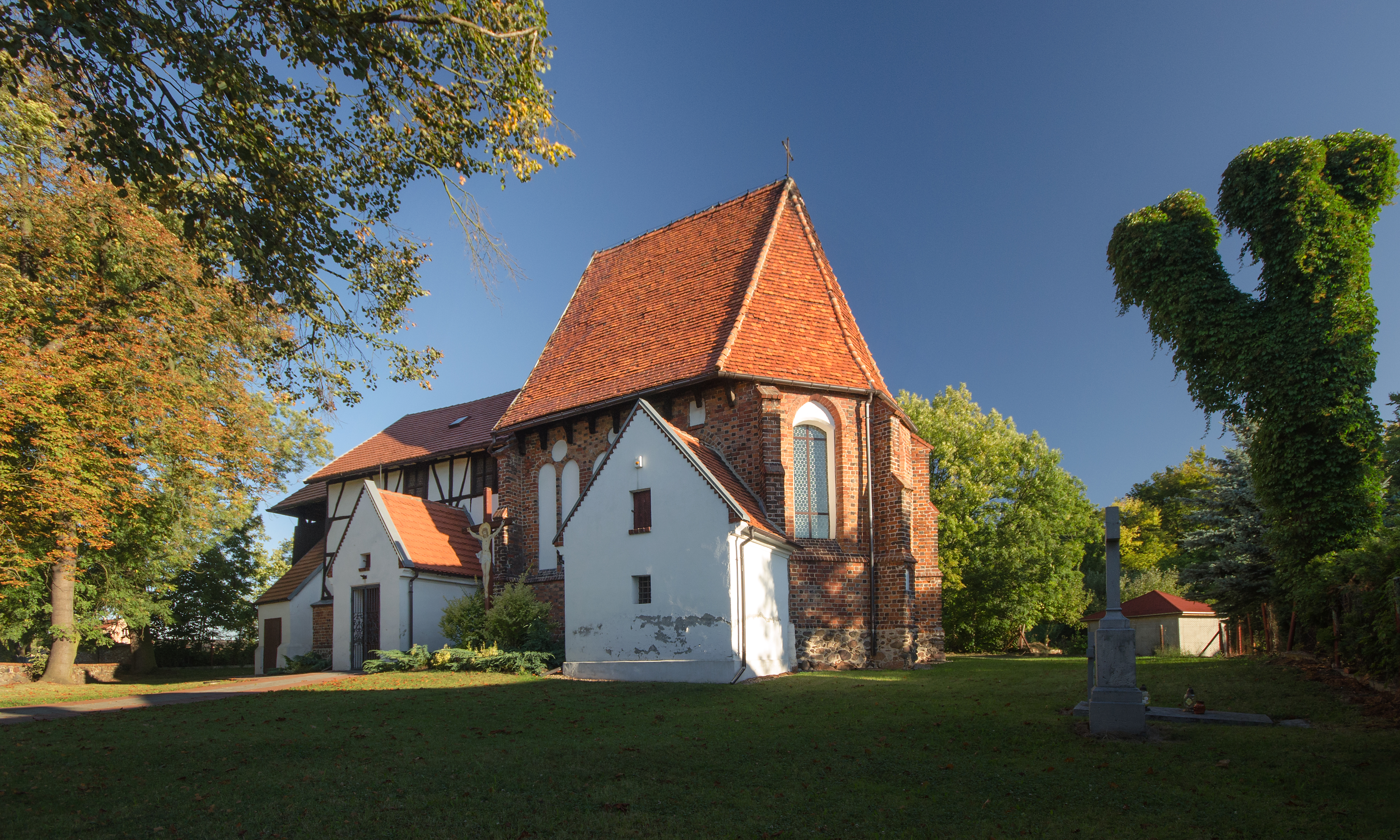
Kościół NMP Różańcowej w Brzezinie